# Moto Morini
Moto Morini, coneguda sovint simplement com a Morini, és una empresa italiana fabricant de motocicletes que va ser fundada el 1937 a Bolonya per Alfonso Morini. Anteriorment, de 1924 a 1937, Morini havia fabricat les motocicletes MM associat amb Mario Mazzetti.
Moto Morini va ser adquirida per Cagiva el 1987 i el 1996, pel Texas Pacific Group (propietari a l'època també de Ducati). L'abril del 1999, els drets comercials de la marca varen ser adquirits per Morini Franco Motori spa, una empresa sorgida de l'original fabricant de motors que havia fundat el nebot d'Alfonso Morini el 1954, Morini Franco Motori. La nova Morini va fabricar motocicletes V-twin de grans cilindrades des de començaments del segle XXI, fins que va fer fallida i es va liquidar a finals del 2010. El 2012, Moto Morini va reiniciar la seva activitat.

## Història

### Fins a la II Guerra Mundial
Nascut el 22 de gener de 1898, Alfonso Morini va obrir un taller de reparacions a setze anys, quan ja feia temps que reparava motocicletes. Poc després va esclatar la Primera Guerra Mundial. Durant la guerra, Morini va servir amb la 8a Unitat de Motocicletes, estacionada a Pàdua.
El 1923, el bolonyès Mario Mazzetti (1985-1964) projectà i construí una motocicleta monocilíndrica de dos temps de 120 cc. A Morini li agradà la moto i el 1924 s'associà amb Mazzetti per a fundar MM. D'ençà d'aleshores, Morini s'encarregà de pilotar la moto a les competicions, on va assolir nombrosos èxits; el millor moment de la seva carrera esportiva va arribar el 1927, quan amb la MM 125 va aconseguir sis rècords mundials a Monza durant el Gran Premi de les Nacions (els seus rècords no es van superar fins a vint anys més tard). El 1933, Morini va establir un nou rècord mundial de velocitat per a motocicletes de 175 cc, a una velocitat de 162 km/h.
El 1937, Morini i Mazzetti es van separar i el primer va començar a produir motocarros de 350 i 500 cc sota la marca Moto Morini. La legislació italiana afavoria aquests vehicles lleugers que consumien poc combustible i el reeixit tricicle de càrrega Moto Morini M610 incorporava funcionalitats avançades, com ara eixos de transmissió cardànica.
L'activitat de l'empresa fou interrompuda per la Segona Guerra Mundial i Moto Morini es reconvertí a la producció de components aeronàutics. El 1943, la fàbrica va ser destruïda per un bombardeig dels aliats.

### Postguerra

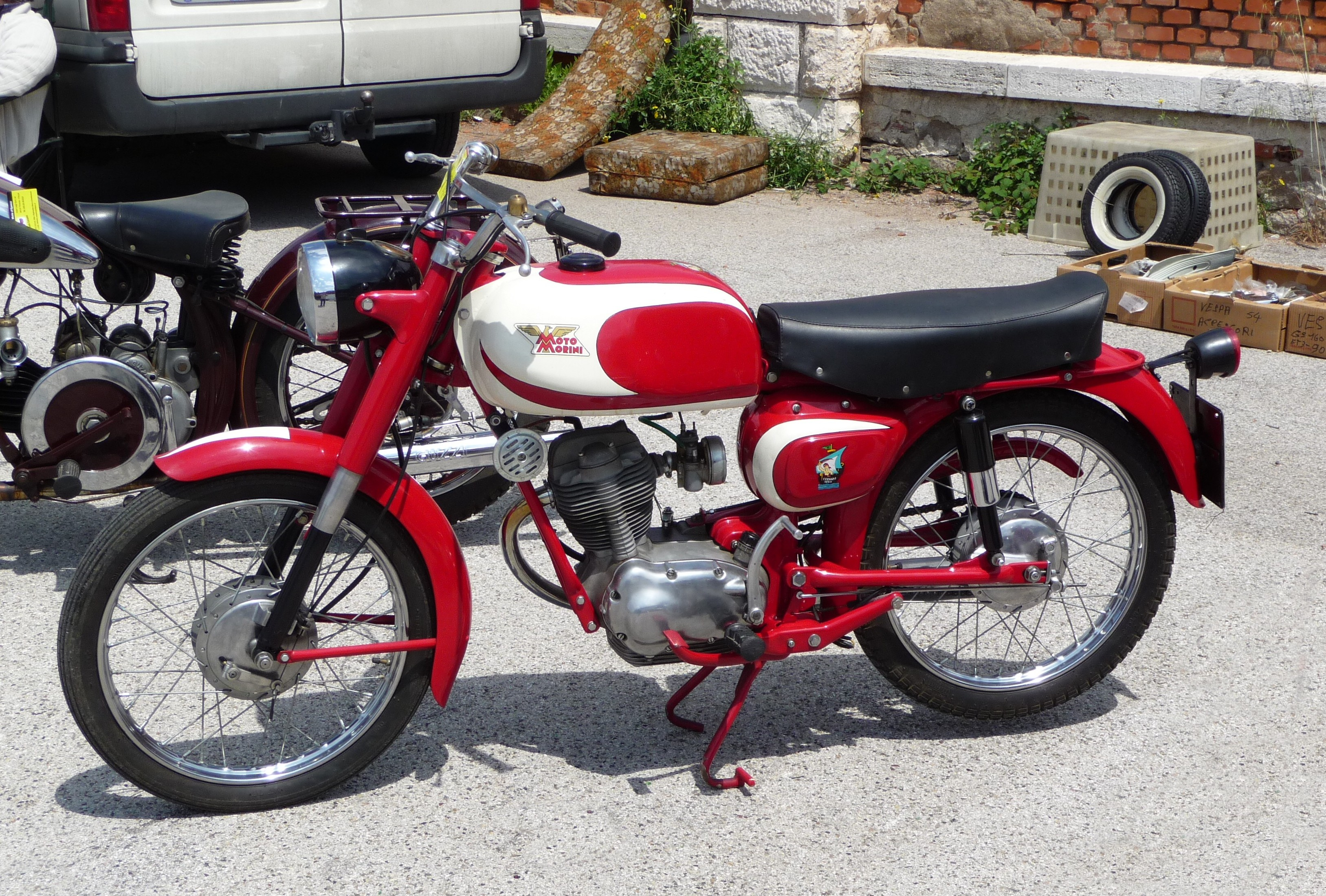
Moto Morini Corsaro 125 de 1960

Acabada la guerra, lluny d'abandonar, el 1946 Morini va llançar des de la seva nova fàbrica de Bolonya, a la Via Berti, una motocicleta monocilíndrica de dos temps amb canvi de tres velocitats, la T125. El 1947 en va aparèixer una versió Sport. El 1953, l'empresa va posar en producció un model de quatre temps OHV de 175 cc, complementat poc després per les també noves Gran Turismo, Settebello, Rebello, Supersport, Briscola, Tresette i Tresette Sprint. Aquest motor de 175 cc el va fabricar OSSA sota llicència a Catalunya per tal de muntar-lo en el seu model 175 GT (1960-1963).
El 1956, Moto Morini es va traslladar a una planta de producció més gran a la Via Bergami de Bolonya. El 1958, Alfonso Morini, Dante Lambertini i Nerio Biavati van dissenyar la 250 GP DOHC.
Alfonso Morini es va morir el 30 de juny de 1969, a 71 anys. La seva filla, Gabriella Morini, es va fer càrrec de la direcció de l'empresa i en va romandre al capdavant fins al 1986.

### Les V-twin 350 i 500
El 1970, Franco Lambertini (sense relació amb l'anterior Dante Lambertini de Moto Morini) va entrar a l'empresa procedent de Ferrari. Un cop allà, Lambertini dissenyà les primeres motocicletes de la marca amb motor bicilíndric en V (V-twin) de 72°, les quals, creades per Franco i Gino Marchesini amb una cilindrada de 344 cc, es van llançar a començaments de la dècada de 1970 amb el nom de 350 (escrit "3½"), en les variants Sport i Strada. El 1977 es va complementar la gamma amb les respectives versions de 500 cc.
Ambdós models disposaven d'un equipament de gamma alta i eren, per tant, cars. Quan es va llançar, la 3½ costava aproximadament el mateix que una Honda CB750. Aquella Morini té encara actualment un gran nombre de seguidors fidels i n'hi ha disponibles al mercat diverses peces de recanvi, comercialitzades per empreses especialitzades. L'ex-redactor de la revista Classic Bike, el veterà especialista en motocicletes Hugo Wilson, és propietari d'una Sport 3½ des del 1982 i encara la fa servir com a mitjà de transport quotidià.
El motor d'aquestes Morini duia culates Heron fresades de forma plana i la cambra de combustió estava encastada a la corona del pistó, amb la qual cosa ajudava a la combustió i a un excel·lent estalvi de combustible. Una prova de consum de combustible realitzada per la revista Motorcycling Monthly a la Motor Industry Research Association de Gran Bretanya el 1976 va donar un rendiment 4,3 litres/100 km per a una 3½ amb pilot i passatger. El motor duia també cigonyal d'acer forjat d'una sola peça, coixinets principals de boles (els motors de la primera sèrie) o coixinets extrems simples (els motors de la segona sèrie) i les bieles funcionaven amb un passador comú, desequilibrat, i compensaven el cilindre posterior 50 mm cap endavant. Els cilindres i culates anterior i posterior eren intercanviables (els cilindres tenien un diàmetre per carrera de 62 × 57 mm). Els carburadors eren Dell'Orto VBH de 25 mm amb relleu quadrat (VHB 25 BS) i l'aspiració s'hi feia per mitjà d'una caixa d'aire amb dos filtres. L'arbre de lleves disposava de transmissió per mitjà d'una petita corretja dentada, cosa que suposava un avenç revolucionari. El sistema d'encesa per descàrrega capacitiva era un disseny de Ducati Elettronica. Els primers models només tenien pedal d'engegada, però els posteriors també incloïen un motor d'arrencada que feia servir tres sabates de fricció centrífugues que acoblaven la tapa del rotor de l'alternador. La ignició CDI era accionada per una bobina a l'alternador i, gràcies al pedal d'engegada alternatiu, es podia engegar la motocicleta fins i tot amb la bateria descarregada.
La transmissió d'engranatges helicoïdals era de sis velocitats, amb una relació de canvi màxima de 1:0.954, cosa que la convertia en una mena de super-directa. La transmissió estava engranada amb un embragatge sec de sis plaques que feia un soroll característic, semblant al de les Ducati, quan desembragava. La transmissió secundària era per mitjà d'una cadena de 5/8 x 3/8" a un pinyó posterior amb amortidor. El canvi de marxa es feia amb el peu dret i el fre posterior s'accionava amb l'esquerre. La lubrificació del motor es feia mitjançant bomba d'oli fins al cigonyal, però no hi havia lubrificació forçada al balancí, sinó que la pressió del càrter empenyia la mescla d'oli cap als túnels curts de la vareta fins a les cobertes del balancí, on dos "peus de gall" permetien la condensació de la mescla i el degoteig a l'engranatge del balancí. Tot i ser enginyós, aquest sistema requeria que el pilot escalfés suaument el motor abans d'apujar-lo a les màximes revolucions, establertes en 9.200 rpm. L'oli es filtrava mitjançant un filtre de malla de plàstic.
El bastidor de les V-twin era de doble bressol d'acer, amb suspensió posterior Ceriani i forquilles anteriors Marzocchi. Els primers models duien doble fre de tambor de sabata anterior (la Strada, un de 200 mm i la Sport, un de 230 mm) que destacava a les rodes amb llandes d'aliatge Borrani, però es van substituir per un sol disc Grimeca cromat de 260 mm el 1976 i, posteriorment, per discos dobles opcionals. El fre de tambor posterior es va substituir a començaments dels vuitanta per un disc Grimeca. El mes i l'any de fabricació de la moto es mostraven en xifres petites a una banda de cada llanda, a prop d'on un dels set radis de fosa encaixa amb la vora. Els reposapeus estaven situats massa endavant per a molts pilots i una modificació habitual era substituir-los per uns de retocats. Els intermitents i els llums posterior i de fre eren el model estàndard CEV emprat en moltes motocicletes italianes dels setanta. El model de 1979 duia un seient modelat que s'acoblava al dipòsit, tapes laterals del càrter negres i tubs d'escapament negres en homenatge a la Moto Guzzi Le Mans.

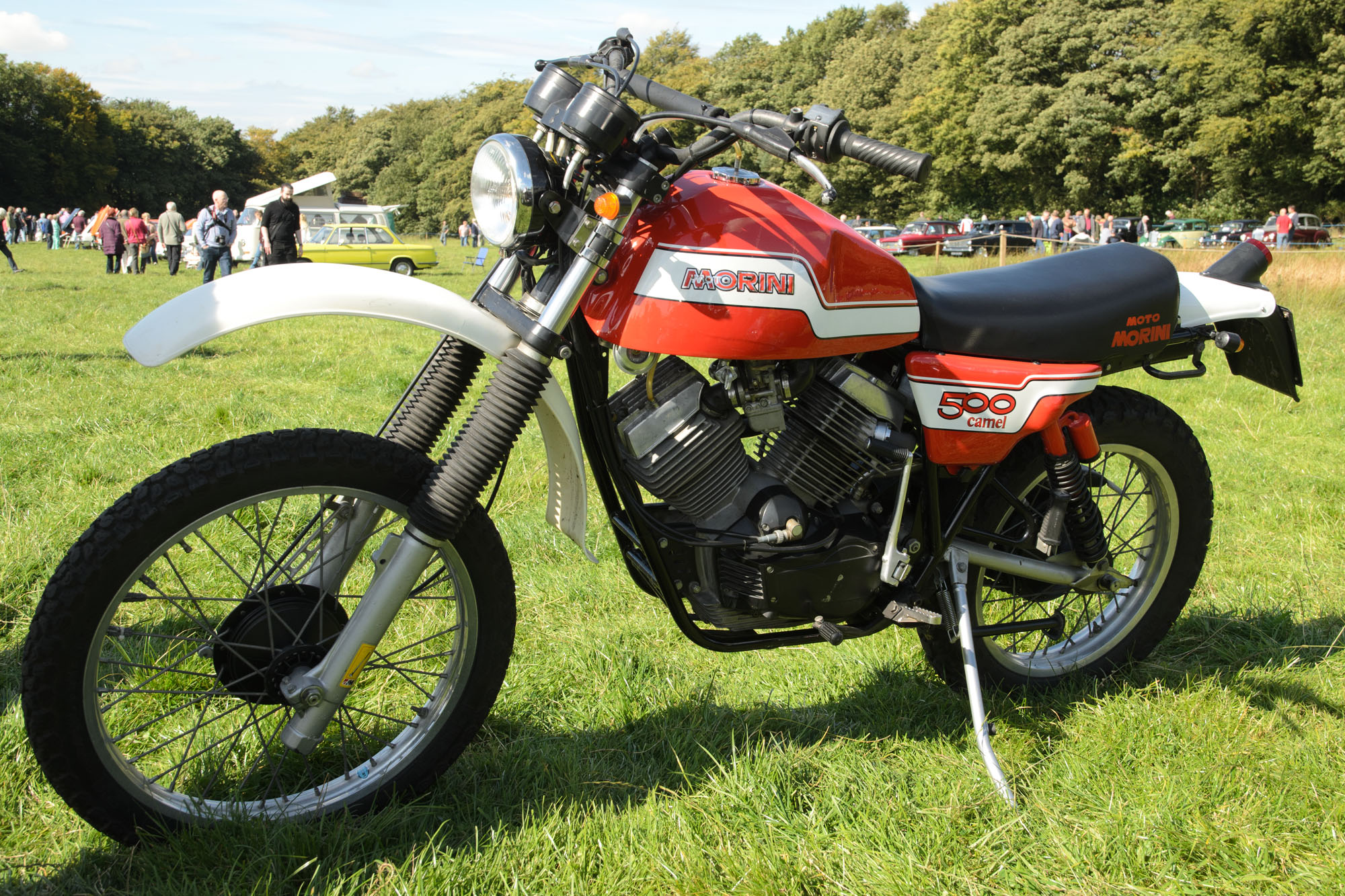
Moto Morini Camel 500 de 1981

Tot i que no era adient per a pilots alts, la 3½ era coneguda per la seva maniobrabilitat impecable i era capaç de competir contra motos de més cilindrada en carreteres revirades. El parell màxim del motor era superior a les 6.000 rpm i, per tant, es requeria una conducció a altes revolucions, similar a una moto de dos temps, per tal d'aprofitar al màxim les característiques del motor. Tot i així, una 3½ Sport podia consumir només 4 L/100 km malgrat anar al màxim. La 3½ Sport tenia una relació de compressió més alta que la Strada, d'acabat més suau. La Sport incloïa manillar i accelerador Tomaselli, amortidor de direcció i instruments Veglia.
El novembre de 1981 es va exhibir al Saló de Milà una 500 Turbo el motor de la qual lliurava 63 CV a 8.400 rpm. Malgrat que aquesta moto no va passar a la producció, sí que se'n va llançar una versió dual purpose anomenada Camel 500 (complementada el 1983 amb un model de cilindrada inferior, la Kanguro 350). La Camel va demostrar excel·lents qualitats i va participar en proves de renom, des del Ral·li Dakar als ISDE. A l'edició de 1981 d'aquesta darrera prova, celebrada a l'illa d'Elba, la Camel 501 -preparada per a enduro- va obtenir diversos èxits a la categoria superior a 500cc.

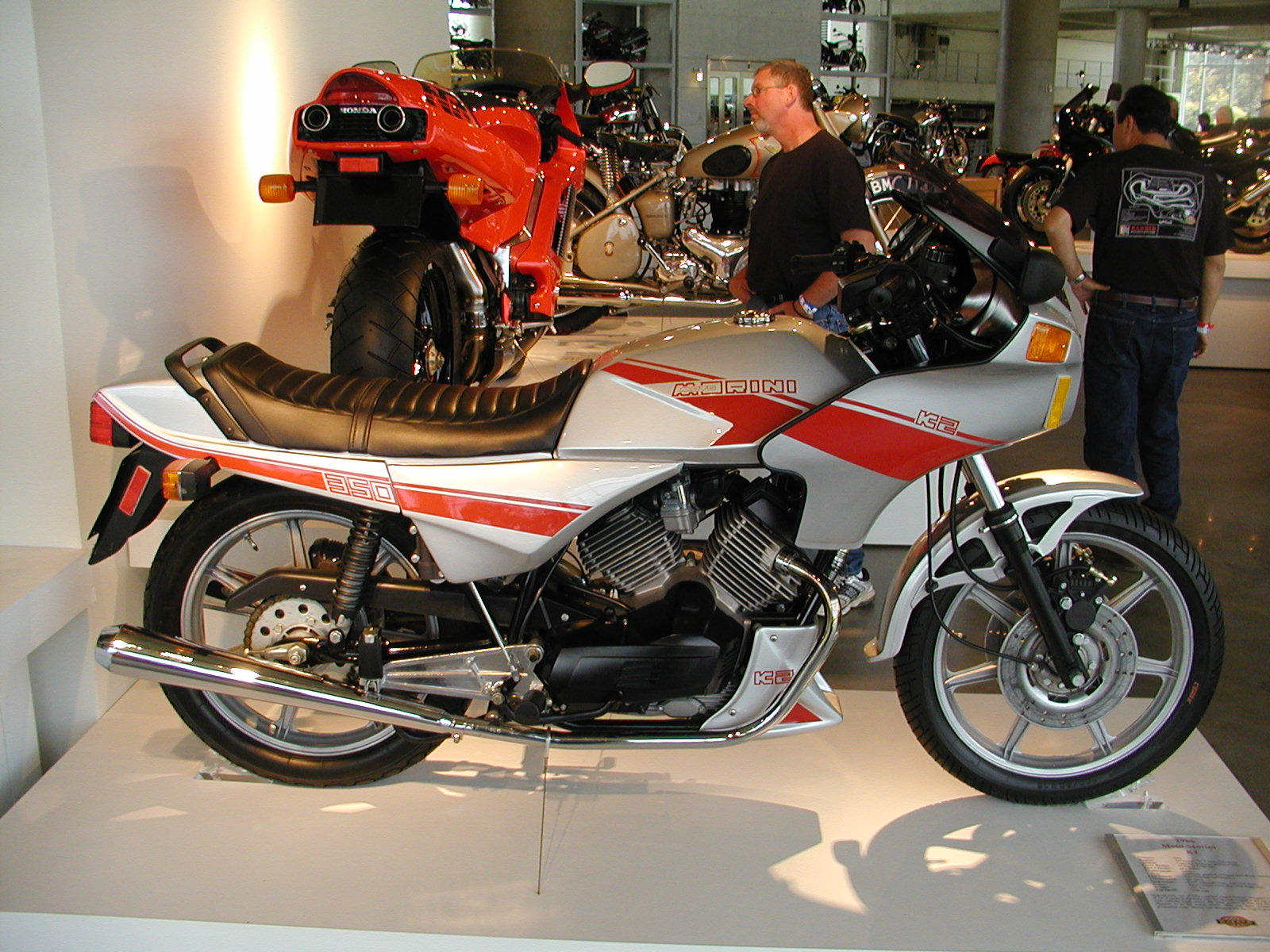
Moto Morini 350 K2 de 1986

El 1983 es va actualitzar el disseny de la 3½ i el model resultant, anomenat 350 K2, abandonava la clàssica estètica italiana per tal d'adoptar les noves tendències estilístiques introduïdes pels fabricants japonesos.
El 1986, Moto Morini va llançar una versió de turisme, l'Excalibur, disponible en versions 350 i 500. La 350 es va concebre amb un disseny modular i se'n van fabricar també versions monocilíndriques (semblaven una V-twin amb el cilindre posterior llevat). Aquests models eren la 125 H de sis velocitats de 1975 i la 250 T Mono de 1978, totes dues sense èxit, igual que la darrera monocilíndrica KJ 125 del 1985.

#### Rendiment
350
- Strada: 26 kW (35 CV) a 8.000 rpm; velocitat màxima de 162 km/h.
- Sport: 29 kW (39 CV) a 8.500 rpm, 43 N⋅m a 6.100 rpm; pes de 145 kg; velocitat màxima de 175 km/h.

500
- 31 kW (42 CV) a 7.500 rpm.
- Sport: velocitat màxima de 172 km/h;[16] pes en sec de 167 kg.[16]

## Canvis de propietat

### Cagiva

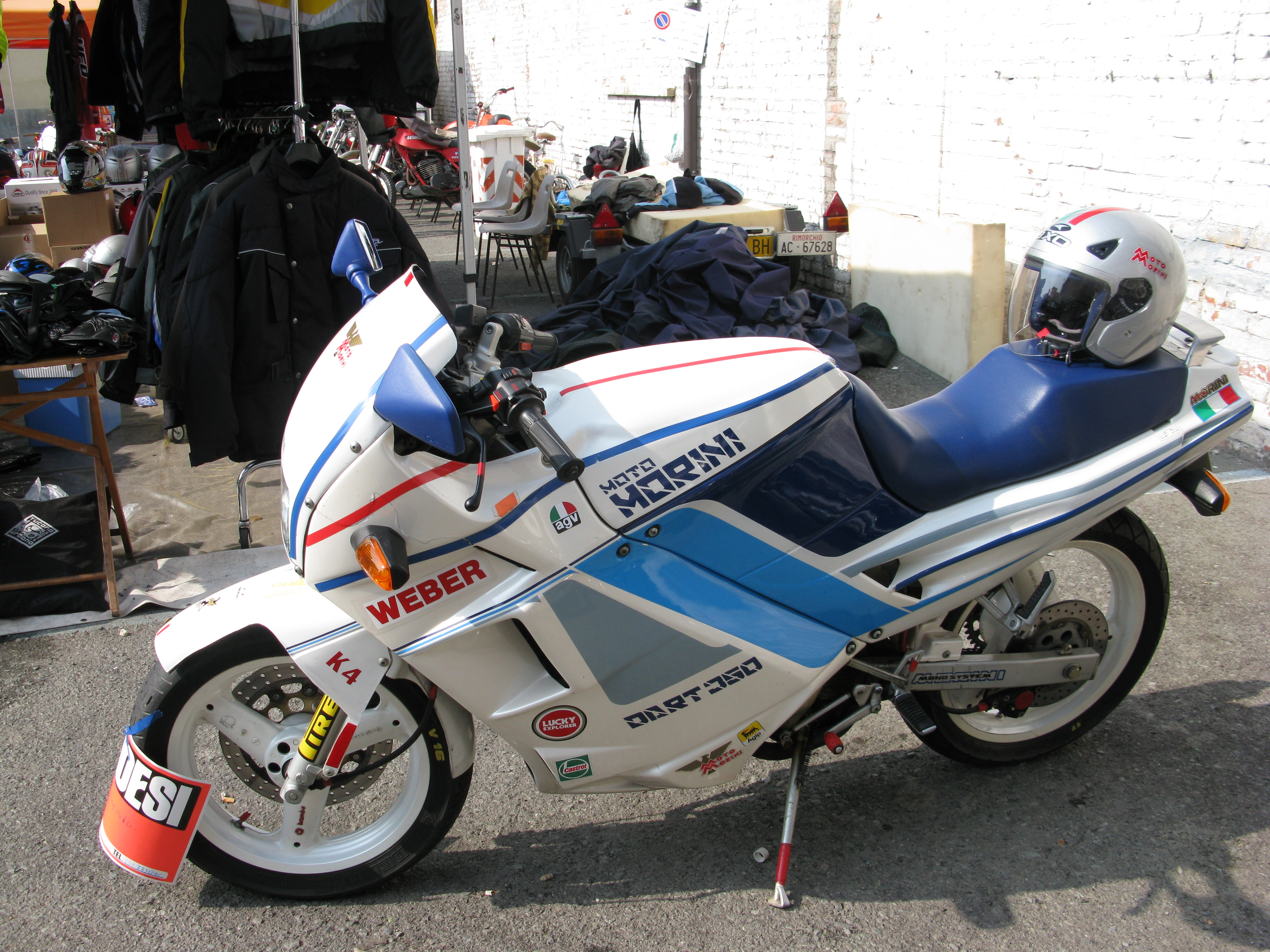
Moto Morini Dart de 1988

Els primers anys vuitanta no van anar gaire bé per a Moto Morini, amb conflictes laborals i davallada de les vendes. El 18 de febrer de 1987, Gabriella Morini es va vendre l'empresa al grup dels Castiglioni, Cagiva. El 1988 va aparèixer el primer model de Morini sota la nova direcció de Cagiva, la Dart 350, una versió d'estil "racing" de la V-twin de 72°. Se'n va fer una versió 400 de tirada limitada per al mercat japonès. El 1989 va aparèixer la darrera versió dual purpose de la marca, la Coguaro, en versions 350 i 500, i una altra versió de turisme, la New York, també en ambdues cilindrades. Es tractava d'adaptacions d'altres models de Cagiva, mentre que de desenvolupament nou no se se n'estava duent a terme cap.
Franco Lambertini disposava d'un nou disseny de motors de 60°, però a Cagiva no li va interessar. Veient que Moto Morini no tenia futur, Lambertini va deixar l'empresa el 1989 per a passar a Gilera, dins el grup Piaggio. La fàbrica Morini de Via Bergami es va tancar i el 1993, les darreres unitats del model Excalibur es van muntar a la fàbrica d'Agostini.
El 1996, Cagiva va vendre Ducati i el nom comercial Moto Morini al Texas Pacific Group (TPG). No hi havia cap pla per a revifar Moto Morini.

### Morini Franco Motori
L'abril del 1999, la marca va ser adquirida per Moto Morini s.p.a., empresa de nova creació fundada amb aquesta finalitat per la família Morini, accionista de Morini Franco Motori (una empresa fabricant de motors de motocicleta que fou creada el 1954 per Franco Morini, nebot d'Alfonso) i la família Berti, industrials del sector de l'electrònica. Després d'aquesta operació financera, les marques Moto Morini i Morini Franco Motori seguiren els mateixos destins corporatius: a la pràctica, la nova direcció utilitzà des d'aleshores només la marca i el logotip de Moto Morini a la fàbrica on inicialment es produïren les motocicletes Morini Franco Motori.

#### Els models de 1.200 cc
El 2004, l'empresa va anunciar el llançament d'una nova motocicleta de tipus naked, la Corsaro 1200, que va aparèixer finalment el 2005, seguida poc després pel model de carretera "9½". Després que l'ajustament de la injecció de combustible en aquests primers models, massa ràpida, rebés algunes crítiques, se'n va millorar el subministrament d'energia.
Ambdós models duien un motor bicilíndric en V de 87° de 1.187 cc Bialbero CorsaCorta que lliurava 140 CV a 8.500 rpm, amb un parell motor de 123 N·m a 6.500 rpm (la Corsaro) i 105 CV a 8.000 rpm (la 9½). El motor va ser dissenyat per Franco Lambertini, el responsable del model 3½ als anys setanta. Els motors es varen ajustar de manera diferent per a diferents aplicacions.
El 10 d'octubre de 2006 es va anunciar un nou model, la Corsaro Veloce 1200. El 2008, a la fira de motocicletes de Pàdua s'hi va anunciar la 1200 Sport junt amb la Scrambler, les quals es varen produir després (la Sport, immediatament i la Scrambler, a partir del 2009), en petites tirades a causa del sobtat impàs financer de l'empresa.
A finals del 2009, el darrer intent de màrqueting de Morini estava gairebé a punt per a entrar al mercat: l'hipermotard "Granferro", dissenyada per Rodolfo Frascoli, de Marabese Design. La producció n'havia de començar a l'abril del 2010, però finalment el projecte es va cancel·lar a causa de la delicada situació financera en què es trobava la companyia.

#### Fallida, liquidació i venda
L'empresa va entrar en liquidació voluntària el 2009, després de no pagar els proveïdors i el seu personal al setembre, mentre esperava trobar més finançament. Paolo Berlusconi, germà del primer ministre italià Silvio Berlusconi i propietari aleshores de la marca Garelli, estava interessat a comprar Morini però no va poder arribar a un acord amb els sindicats i va desistir.
Al juliol del 2010, els interessats es podien descarregar un pdf amb l'estoc de motocicletes de la companyia, les quals es venien directament als clients. Els preus d'aquella liquidació incloïen quatre Moto Morini 9½ de 2007 vermelles a 3.600 € cadascuna, algunes Corsaro negres a 4.800 € i un estoc de 42 Sport 1200 de diferents colors a 5.760 € cadascuna.
El liquidador, Piero Aicardi, va tornar a donar feina a alguns treballadors a començaments del 2011 per tal que construïssin diverses motocicletes a partir de material de recanvi. Aicardi pensava que hi havia prou peces a la fàbrica per a construir fins a 45 motocicletes i en va dividir la producció entre 16 Scrambler i 29 Granpasso, set de les quals durien bastidors construïts originalment per a la Granferro no fabricada.
Després de la venda d'unes 40 motocicletes fabricades amb peces d'estoc, l'empresa i la propietat intel·lectual de Moto Morini es van posar a la venda a l'abril del 2011. Van sorgir molts possibles licitadors però la venda no va fructificar fins al juliol, quan l'empresa es va vendre per 1,96 milions d'euros a Eagle Bike, una empresa de nova creació dirigida pels empresaris italians Sandro Capotosti i Ruggeromassimo Jannuzzelli. La fàbrica no es va incloure en la venda, tot i que sembla que hi havia un contracte de lloguer de dos anys per les instal·lacions.

### La represa del 2012
El març de 2012, l'empresa va anunciar la subhasta en línia de cupons per a aconseguir un model d'edició limitada completament nou. Es tractava de la Rebello 1200 Giubileo, una reinterpretació del model homònim de 1956. Al final de la subhasta, Moto Morini en va construir 20 exemplars per a celebrar els 75 anys de la marca.
El 2013, la gamma de Moto Morini consistia a la Corsaro Veloce, la Scrambler 1200 i la Granpasso 1200. Al voltant de 30 empleats produïen 70 exemplars fets a mà amb components procedents majoritàriament d'Itàlia. El programa inicial de recuperació preveia assolir una capacitat de producció de fins a 5.000 motocicletes anuals i la inserció laboral de 100 treballadors abans del 2016. En el nou sistema de producció, les motocicletes es muntaven a mà a mesura que anaven entrant les comandes dels clients.

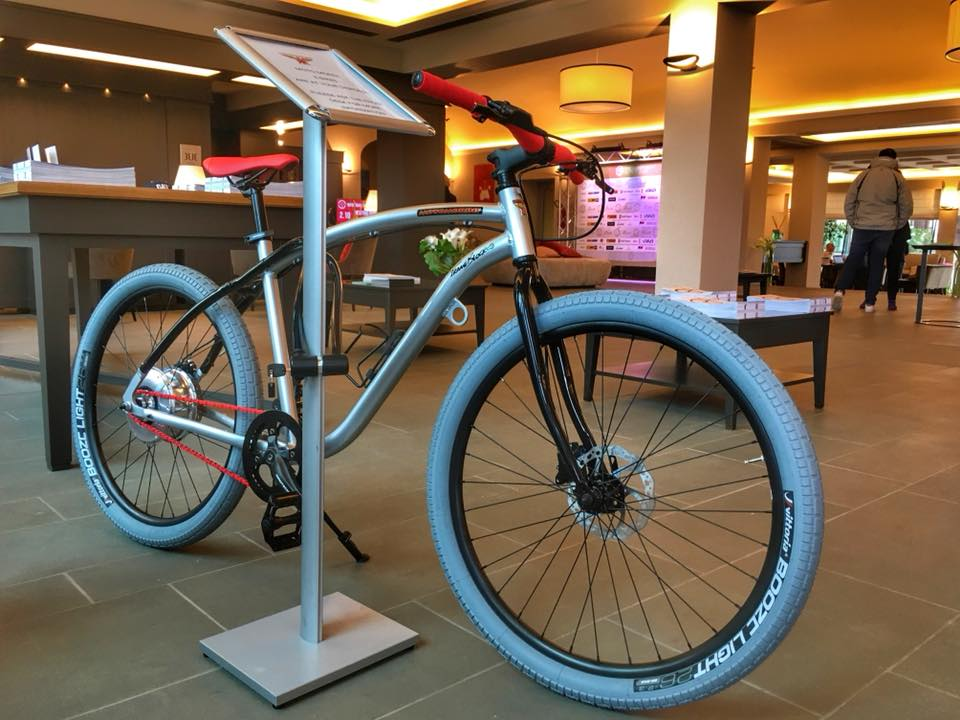
La Moto Morini E-bike Urban, un pedelec d'estètica urbana del 2018

També el 2013, l'empresa va endegar un sistema de lloguer que permetia als clients llogar motocicletes Moto Morini per un curt període. També va introduir el sistema de "recompra": un lloguer a llarg termini que permetia als clients pagar una quota mensual i decidir, després d'un temps, si volien quedar-se la moto o retornar-la a la fàbrica. Les motocicletes de mostra i les llogades es venien després a preus reduïts. A finals del 2013, Moto Morini va signar un acord amb l'empresa índia Vardenchi per a proporcionar-los motors.
L'estiu del 2014, la seu i totes les instal·lacions de Moto Morini es van traslladar de Casalecchio di Reno (Bolonya) a Trivolzio (Pavia). Mentrestant, es va llançar un nou model: la Moto Morini 11½. Al novembre de 2014 es va obrir una botiga temporal a Milà on Moto Morini exhibia la gamma actualitzada.
El 2015, la direcció de l'empresa va canviar i la política comercial també: Moto Morini va concloure els contractes amb venedors i distribuïdors i va cancel·lar la venda per internet. A més, l'estratègia de producció també va canviar i Moto Morini es decantà cada vegada més cap a la qualitat i la personalització. Es presentà un canvi d'imatge de la Granpasso destinat al mercat japonès, amb el nom de Granpasso R. Les característiques específiques d'aquest model eren la reducció de la distància al terra.
El 2016, Moto Morini va augmentar l'estructura comercial per a gestionar millor la nova xarxa de vendes. Al novembre, l'empresa va tornar al saló EICMA de Milà després de set anys d'absència amb un nou model: la Corsaro ZZ. Gràcies a la seva presència en aquell saló internacional i a una campanya publicitària, Moto Morini va aparèixer a moltes revistes de motocicletes. En aquell període també es va tornar a obrir la pàgina corporativa de Facebook.

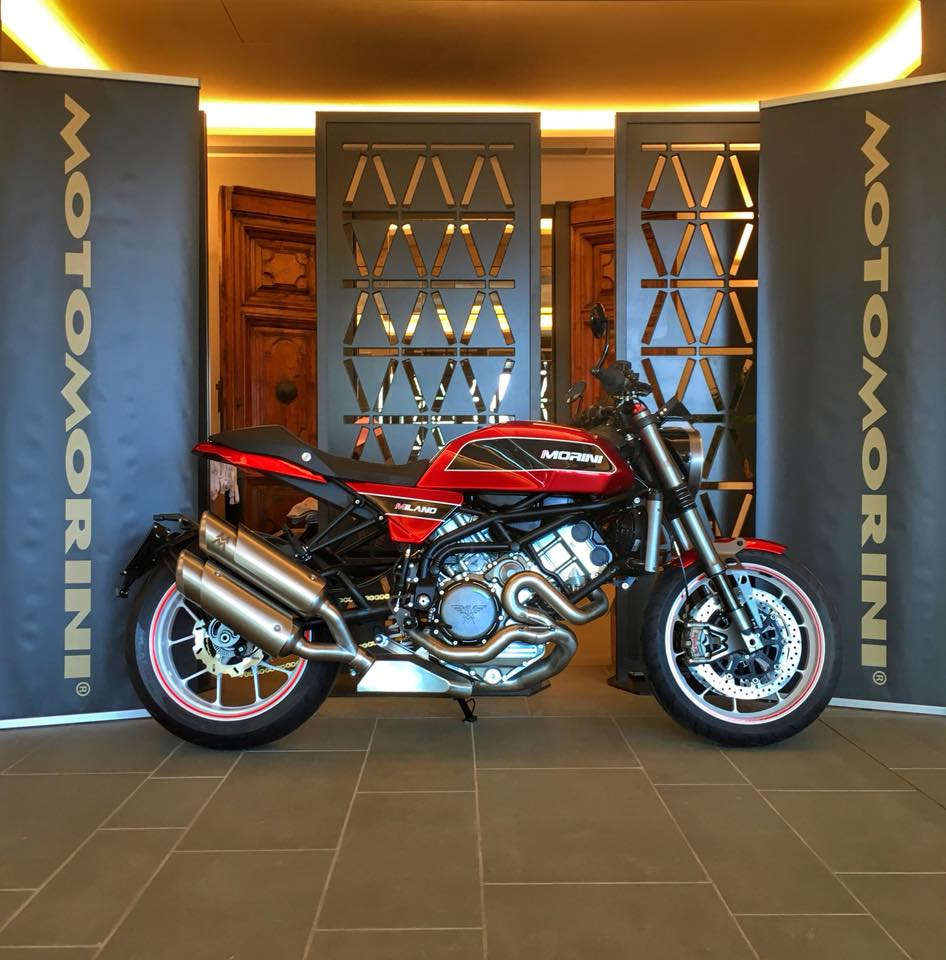
La Moto Morini Milano del 2017

El 2017, l'11½ es va deixar de produir i la gamma Moto Morini constava dels següents models: Scrambler 1200, Granpasso 1200, Granpasso R i Corsaro 1200 ZZ. La Corsaro era el primer model de Moto Morini que acomplia la normativa Euro 4, amb ABS i canvi de velocitats electrònic. A més, el sistema d'enllumenat era totalment LED, el dipòsit de combustible d'alumini i diverses parts del bastidor estaven fabricades de sèrie en fibra de carboni. El 99% dels seus components estaven fabricats a Itàlia. Totes les motocicletes es muntaven a mà, des del motor fins a arribar al producte final. Aquell mateix 2017, Moto Morini va llançar també el nou departament de vehicle únic (One-off), una àrea interna dedicada a models personalitzats fets a mida dels clients. Per a celebrar els 80 anys de l'empresa (1937-2017), Moto Morini va crear una edició limitada de 8 exemplars d'una Corsaro especial, anomenada Corsaro80. Aquest model especial duia més parts del bastidor fabricades en fibra de carboni i alumini amartellat a mà.
El juliol de 2017 Moto Morini va tornar a entrar al mercat de les bicicletes (la companyia ja en venia a la dècada del 1960) i va llançar un model d'E-bike d'edició limitada, amb marc d'alumini integral i un pes total de 13,5 kg. El motor i la bateria estaven dissenyats pel Politècnic de Milà i anaven amagats al quadre, cosa que aconseguia un aspecte més atractiu. Moto Morini en va produir 30 unitats per tal de provar el mercat i l'èxit assolit va fer que a finals d'any, l'empresa llancés una gamma de quatre models més: Gravel, City, Urban i Sport. Tots ells disposaven de l'innovador sistema Frame Block: una solució integrada al marc, que funciona com a armariet.
El novembre de 2017, Moto Morini tornà a participar en l'EICMA, on va exhibir la Corsaro 1200 ZZ MY2018, la Milano i la Scrambler 1200 MY2018. La nova Moto Morini Milano era un homenatge a la famosa 3½, l'històric model dels setanta. A més, Moto Morini va mostrar una versió personalitzada de la Corsaro ZZ, anomenada Corsaro Ti22.
La primavera de 2018 havia de sortir al mercat una nova versió de la Corsaro, la Corsaro ZT. A la tardor d'aquell any es va anunciar que la propietat de Moto Morini s'havia transferit al grup xinès Zhongneng Vehicle Group (Znen).

## Competició

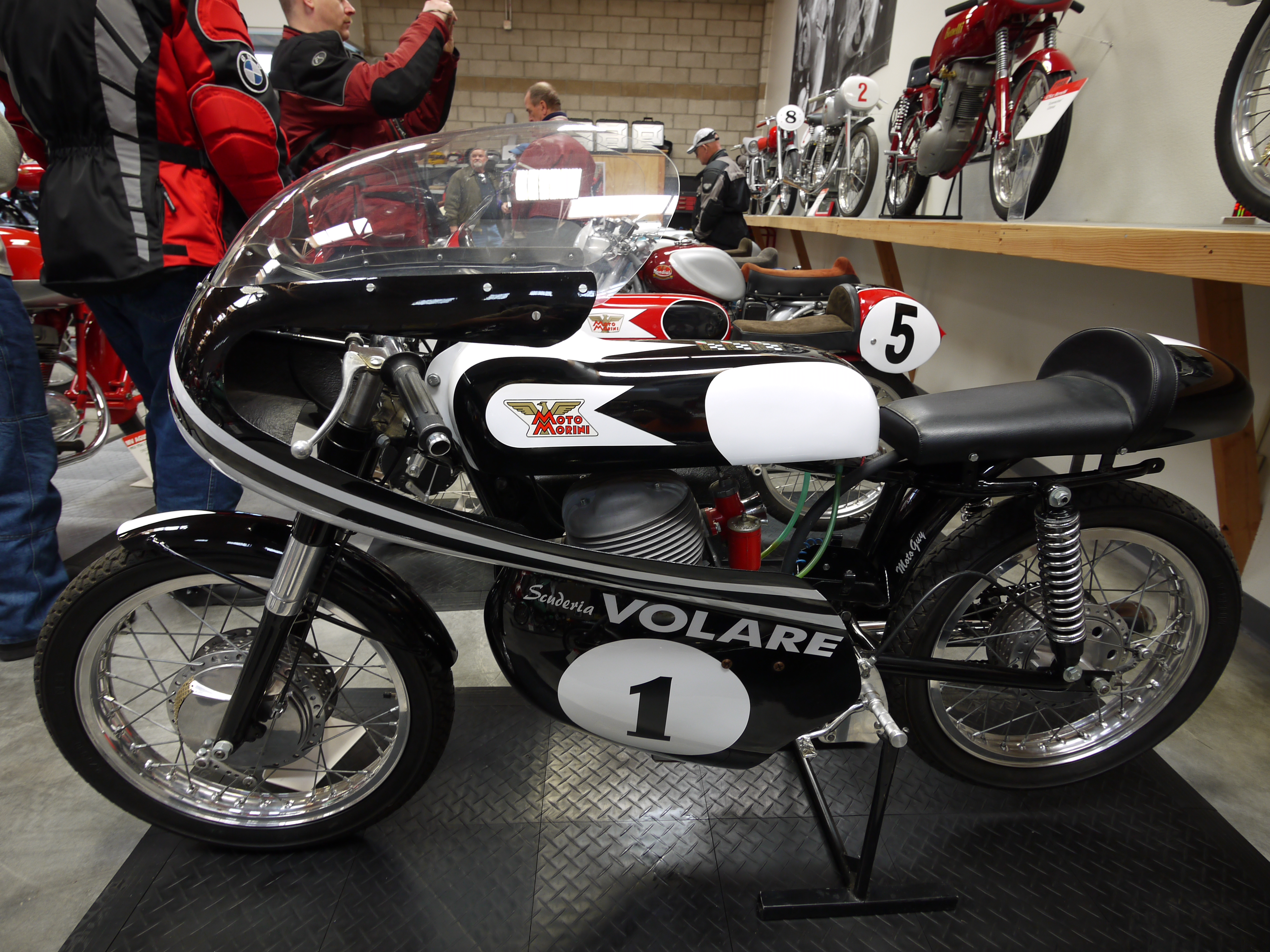
Moto Morini 175 Sprint F3 Corsa de 1959

Al tombant de la dècada del 1940, Moto Morini va aconseguir diversos èxits als campionats nacionals de velocitat. El 1948, Raffaele Alberti va guanyar el campionat d'Itàlia de motocicletes lleugeres amb una 125 Competition de dos temps. L'any següent, el campió d'aquesta categoria fou Umberto Masetti, amb una 125 SOHC de quatre temps que lliurava 12 CV a 10.000 rpm i podia superar els 140 km/h. El 1952, Moto Morini va guanyar curses fora d'Itàlia amb la 125 SOHC de quatre temps gràcies a Emilio Mendogni, qui va guanyar-hi el Gran Premi de les Nacions i el Gran Premi d'Espanya. La 250 GP lliurava 38 CV a 11.000 rpm i tenia una velocitat màxima de 227 km/h.

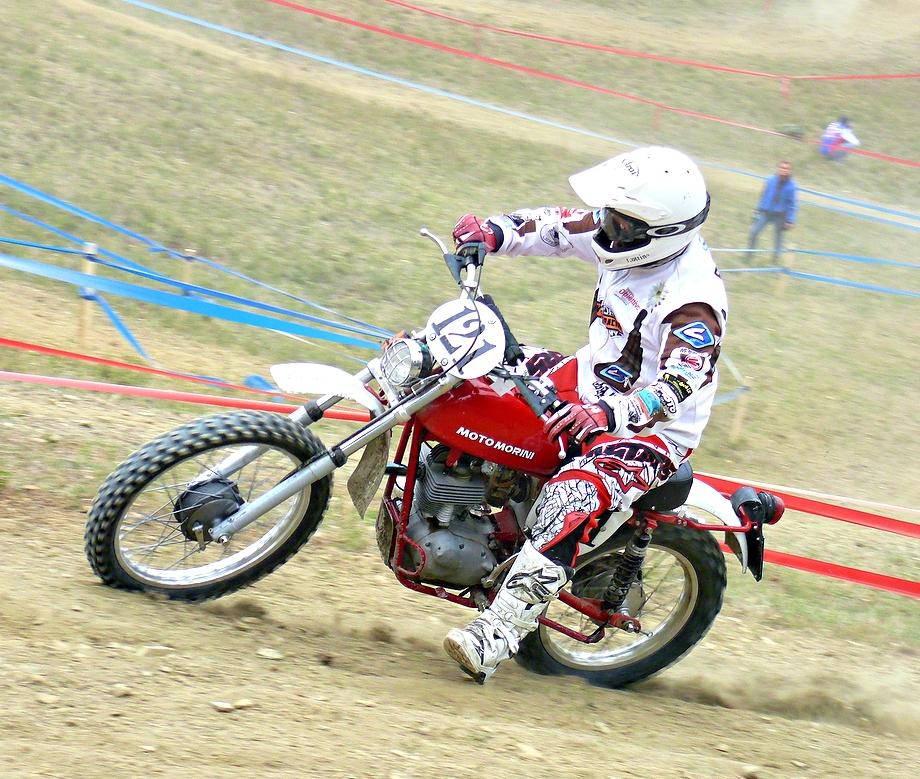
Una Moto Morini 175 cc 4T dels volts de 1970, en un enduro "vintage" a Itàlia el 2017

El 1961, Giacomo Agostini va començar la seva carrera esportiva amb una Moto Morini Settebello "Short Rods" i quedà segon a la coneguda pujada de muntanya Trento-Bondone. Agostini va ser campió d'Itàlia cadet el 1962 i campió d'Itàlia júnior el 1963. Tarquinio Provini, pilotant una Moto Morini 250 GP, va guanyar el campionat d'Itàlia els anys 1961 i 1962. El 1963, Provini va convèncer Alfonso Morini de participar al Campionat del Món de motociclisme. Provini va estar tota la temporada rivalitzant amb Jim Redman i la seva Honda tetracilíndrica pel títol de 250cc. Cadascun dels dos va guanyar quatre curses i el títol no es va decidir fins a la cursa final, al Gran Premi del Japó: allà, l'equip japonès no va permetre que Provini entrenés abans de la cursa per tal de dificultar les possibilitats de Morini i, finalment, Redman guanyà el campionat a Provini per només dos punts. La Morini 250 monocilíndrica segueix sent a data d'avui la moto de Gran Premi de 250 cc monocilíndrica (amb motor de quatre temps) més ràpida de la història.
També en la modalitat de l'enduro, Moto Morini desenvolupà una reeixida activitat esportiva a Itàlia durant les dècades del 1960 i 1970. Pilots del nivell d'Alessandro Gritti, Augusto Taiocchi o Giuseppe Signorelli varen començar la seva carrera amb aquesta marca, pilotant les seves monocilíndriques de quatre temps en les cilindrades de 100, 125 i 175 cc. El 1971, Alessandro Gritti va guanyar amb una Moto Morini 4T la categoria dels 175cc a la prestigiosa Valli Bergamasche, puntuable a l'època per al campionat d'Europa.

## Producció
| Models clàssics - 50 Corsarino - 125 Turismo - 125 Sport - 125 H - 125 T - 250 T - 250 2C (J) - 175 Briscola - 175 Turismo - 175 GT - 175 Settebello - 175 Super Sport - 175 Tresette - 175 Tresette Sprint - 3½ Turismo ("Strada" a Sud-àfrica) - 3½ Sport - 3½ GT - 350 K2 - Dart 350 - Dart 400 | Models actuals - Corsaro 1200 (1187 cc), 2005 - 2010 - Corsaro 1200 Veloce (1187 cc), 2006 - 2010 - Corsaro 1200 Avio (1187 cc), 2008 - 2010 - 9 ½ (1187 cc), 2006 - 2010 - 1200 Sport (1187 cc), 2008 - 2010 - Corsaro 1200 Veloce (1187 cc) - 1200 Rebello Giubileo (1187 cc) - Granpasso (1187 cc) - Scrambler (1187 cc) - Milano (1187 cc). |

Galeria de models Moto Morini
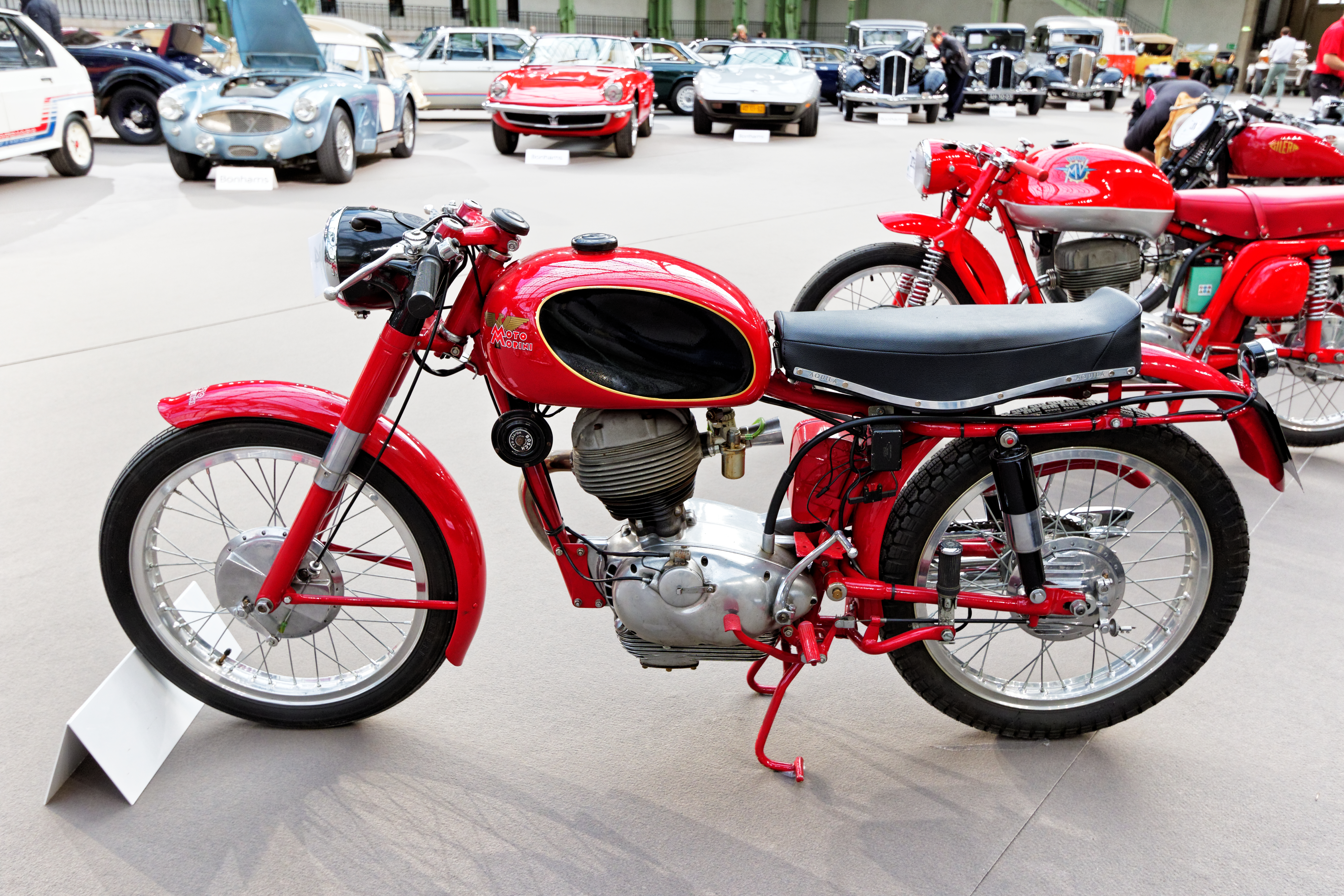
175 Settebello Replica (1956)
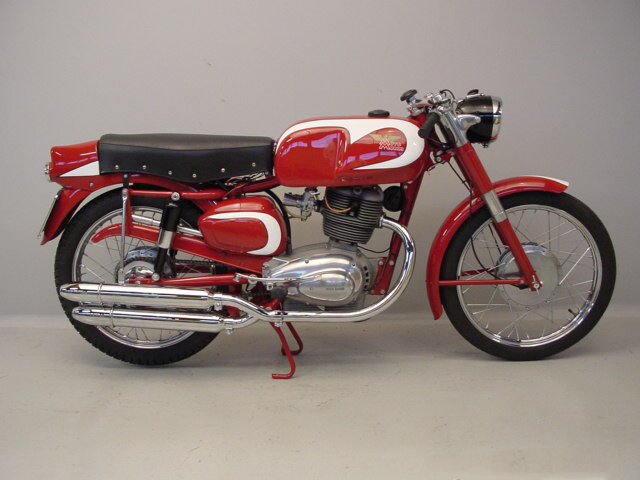
Tresette Sprint 175 (1958)
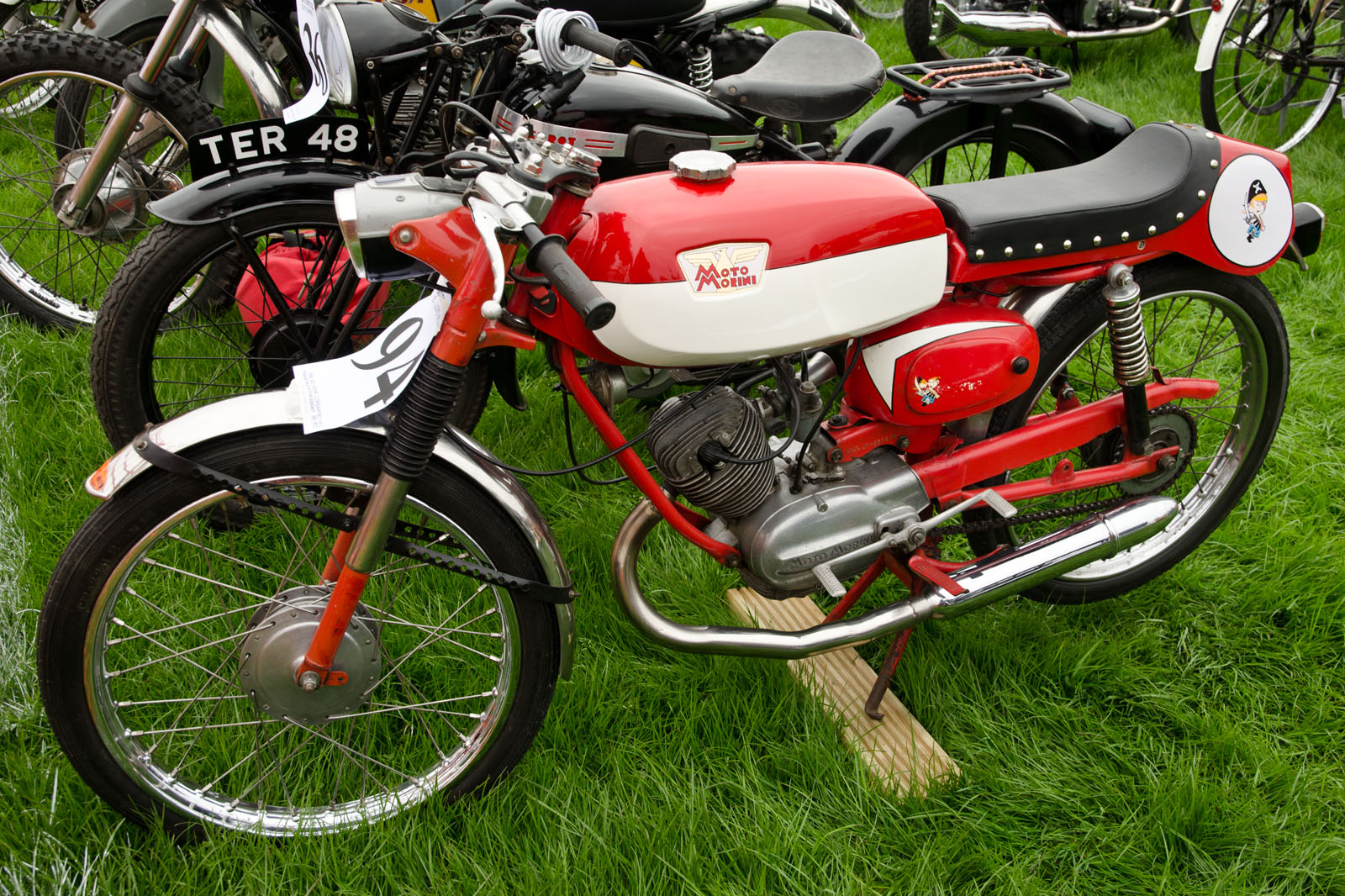
Corsarino (1968)
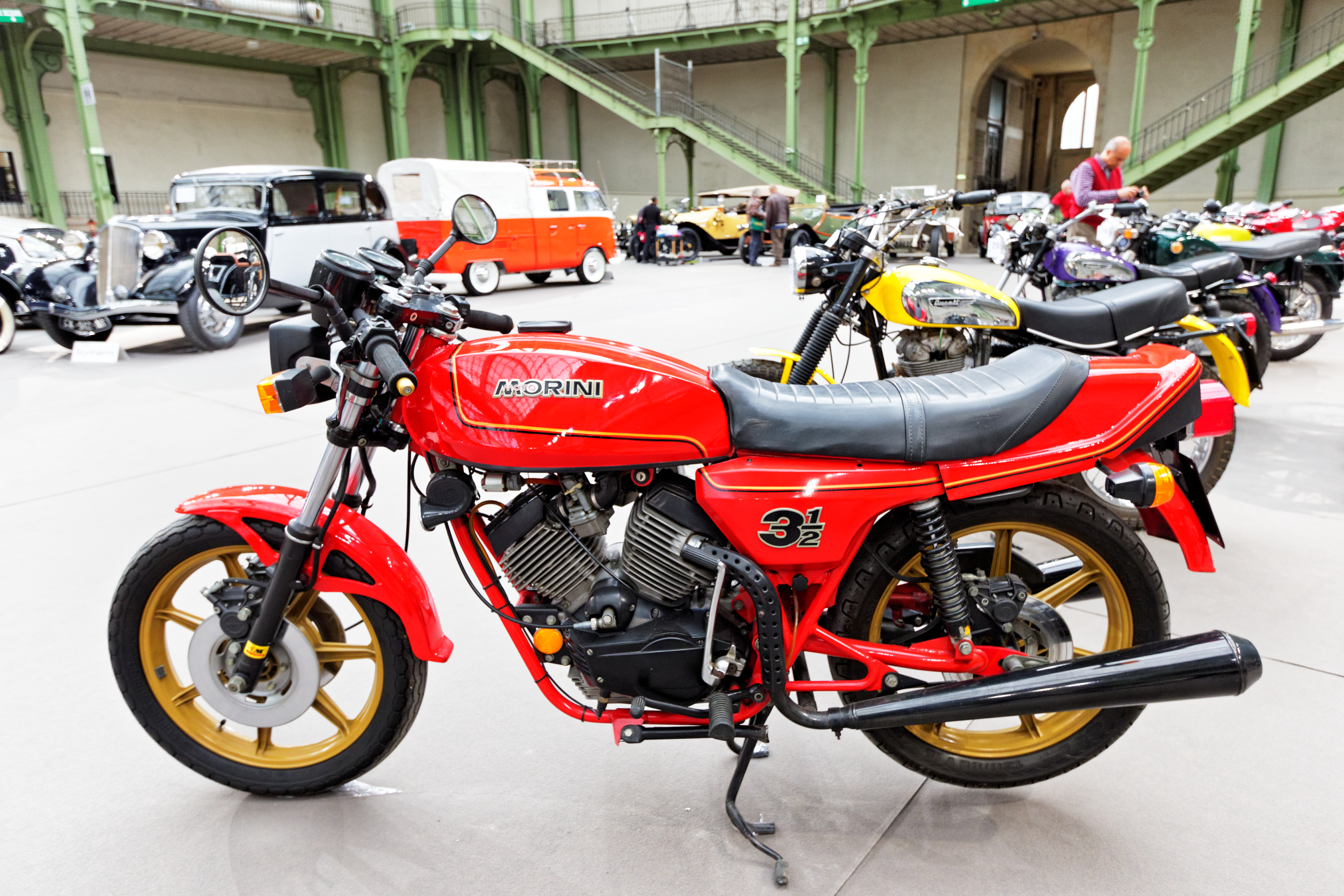
3½ Sport (1983)
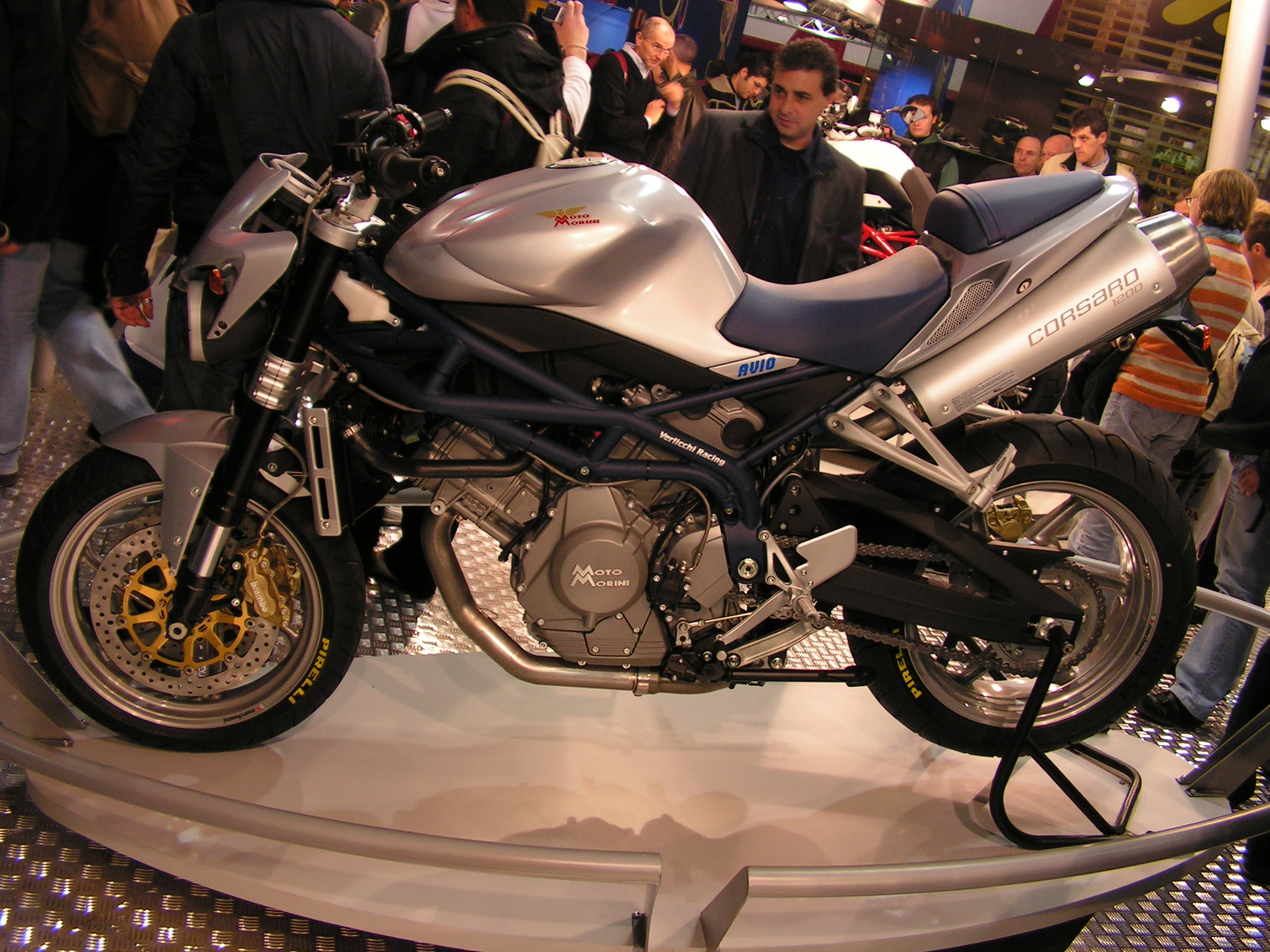
Corsaro 1200 Avio (2007)
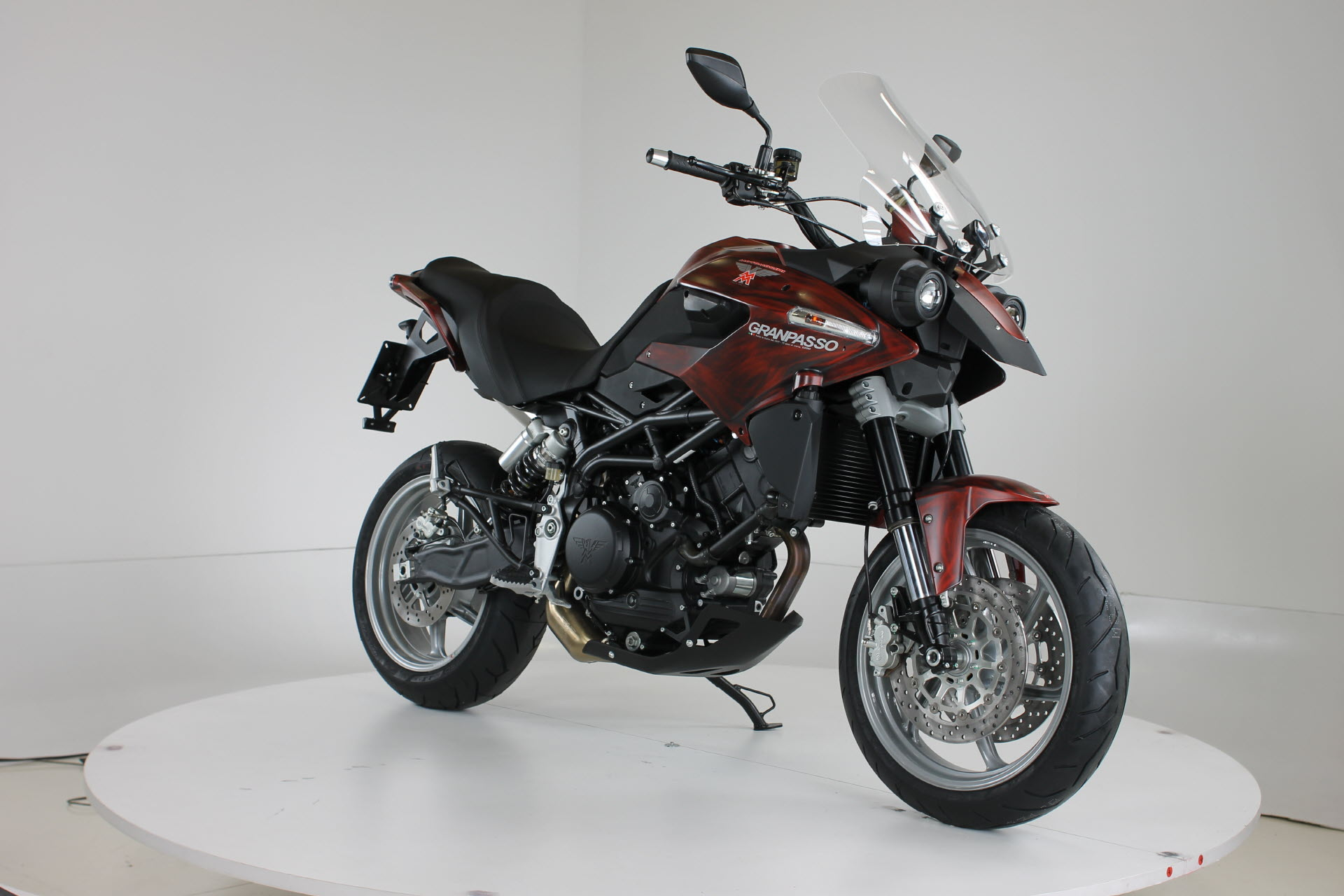
Granpasso GPR (2016)